# Umbria. Terra di San Francesco
Umbria. Terra di San Francesco (Ombrie. Terre de Saint-François) è un libro fotografico realizzato da Fulvio Roiter su incarico della Guilde du Livre di Losanna. Seppure l'editore avesse alcune perplessità ad affidargli il lavoro, il non ancora trentenne Roiter seppe svolgere l'incarico: con quest'opera vinse il Premio Nadar nel 1956. Il libro fu realizzato solo con foto bianco e nero.

## Edizioni
- Ombrie. Terre de Saint-François, Ed. Clairefontaine, 1956.